# Víktor Semiónov
Víktor Nikoláyevich Semiónov –en ruso, Виктор Николаевич Семёнов– (Perm, 1957) es un deportista soviético que compitió en biatlón. Ganó una medalla de bronce en el Campeonato Mundial de Biatlón de 1982, en la prueba de relevos.

## Palmarés internacional
| Campeonato Mundial | Campeonato Mundial | Campeonato Mundial | Campeonato Mundial |
| Año                | Lugar              | Medalla            | Prueba             |
| ------------------ | ------------------ | ------------------ | ------------------ |
| 1982               | Minsk (URSS)       | Medalla de bronce  | Relevos            |